# 耶尼切里
耶尼切里军团（Janissary，鄂圖曼土耳其語：‎；直译为“新军”），也译为加尼沙里军团、土耳其新軍、土耳其禁衛軍或蘇丹親兵，是鄂圖曼土耳其帝國的常備軍隊与苏丹侍卫的统称。最早是在奧爾汗一世贝伊统治时出现。在穆拉德一世统治时期成为常备军。1826年，在马哈茂德二世统治期间废除。耶尼切里军团是继罗马帝国灭亡后在该地区建立的的第一支正式常备军。

## 起源
14世紀開始，土耳其帝國在被征服的巴爾幹斯拉夫人家庭中，選出一些最強健的男童，使其改信伊斯蘭教與學土耳其語，並接受軍事訓練，組成一支稱為新軍的部隊，是帝國第一支常備軍，隊員定期接受評選和審查。他們是土耳其帝國最有戰鬥力的軍人，首選主要是希腊人、保加利亚人、阿爾巴尼亞人、塞爾維亞人及波斯尼亞人（后来包括罗马尼亚人、格鲁吉亚人、烏克兰人、南俄罗斯人、波蘭人与亚美尼亚人）。若士兵有才能，可被提升至總督，甚至國相。這些新軍是奴隸，也是軍隊的中堅。他們在平時還擔任警察，宮廷侍衛，消防隊員。
新軍信伊斯蘭教蘇菲派，名為拜克塔什教團。他們是不許結婚的，這是為了保持一種強烈的軍團意識(全天候監督以培養紀律性)。只有退役的新軍才可結婚。在作戰時，他們在情勢最吃緊時才出擊，因此總是打勝仗。苏丹如没有新軍支持的话難以即位，即使成功登基，政權也不會穩固。
从穆拉德二世开始新军即采用了火枪火炮作为主要武器。他们的训练和战斗力在十五至十六世纪中成为全欧洲步兵的模范。苏莱曼一世时期的奥地利驻君士坦丁堡大使在观摩了新军的驻扎和训练后哀叹：欧洲没有一支军队能与之抵敌。新军早期的人数很少，大约只有几千人，在苏莱曼一世后期扩充到二到三万人。在苏莱曼之后，随着军纪逐渐废弛，其人数也不断增多，战斗力大幅下滑，他们实际上形成了一个政治上的利益集团，并成为国家的严重财政负担。
他們是不許結婚的，但到了苏莱曼一世時期，有所放寬。到了塞利姆二世時代，幾乎成為定制，職位傳子，紀律敗壞。到了穆拉德三世時代，為了慶祝王子的割禮，人人皆可參軍，至此完全喪失戰鬥力，在1683年穆罕默德四世時期允許土耳其突厥穆斯林也可參軍。到19世紀，由蘇丹馬哈茂德二世在1826年發動吉祥事變廢棄此制度。

## 图集

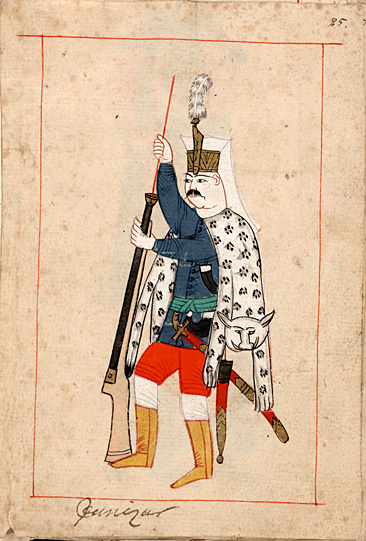
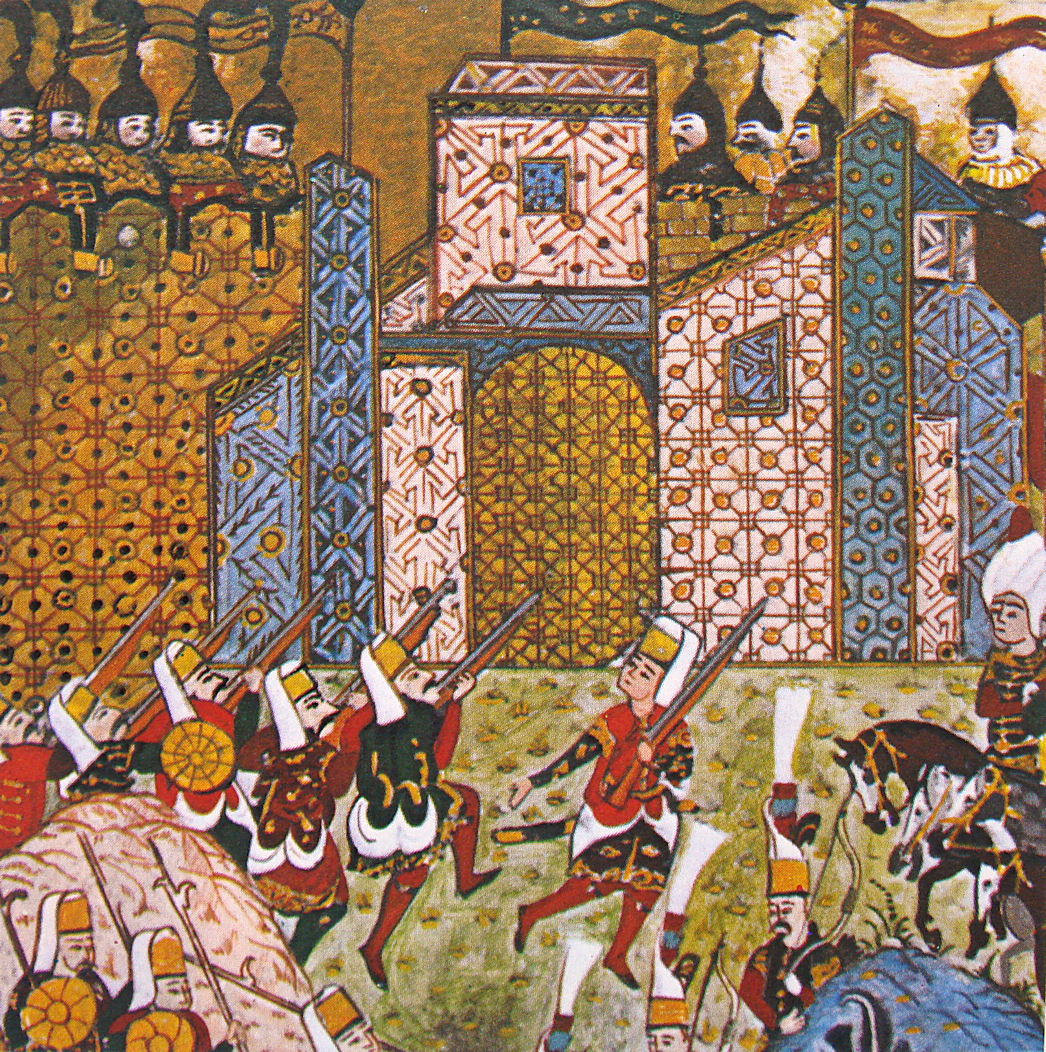
1522年進軍羅德島的新軍
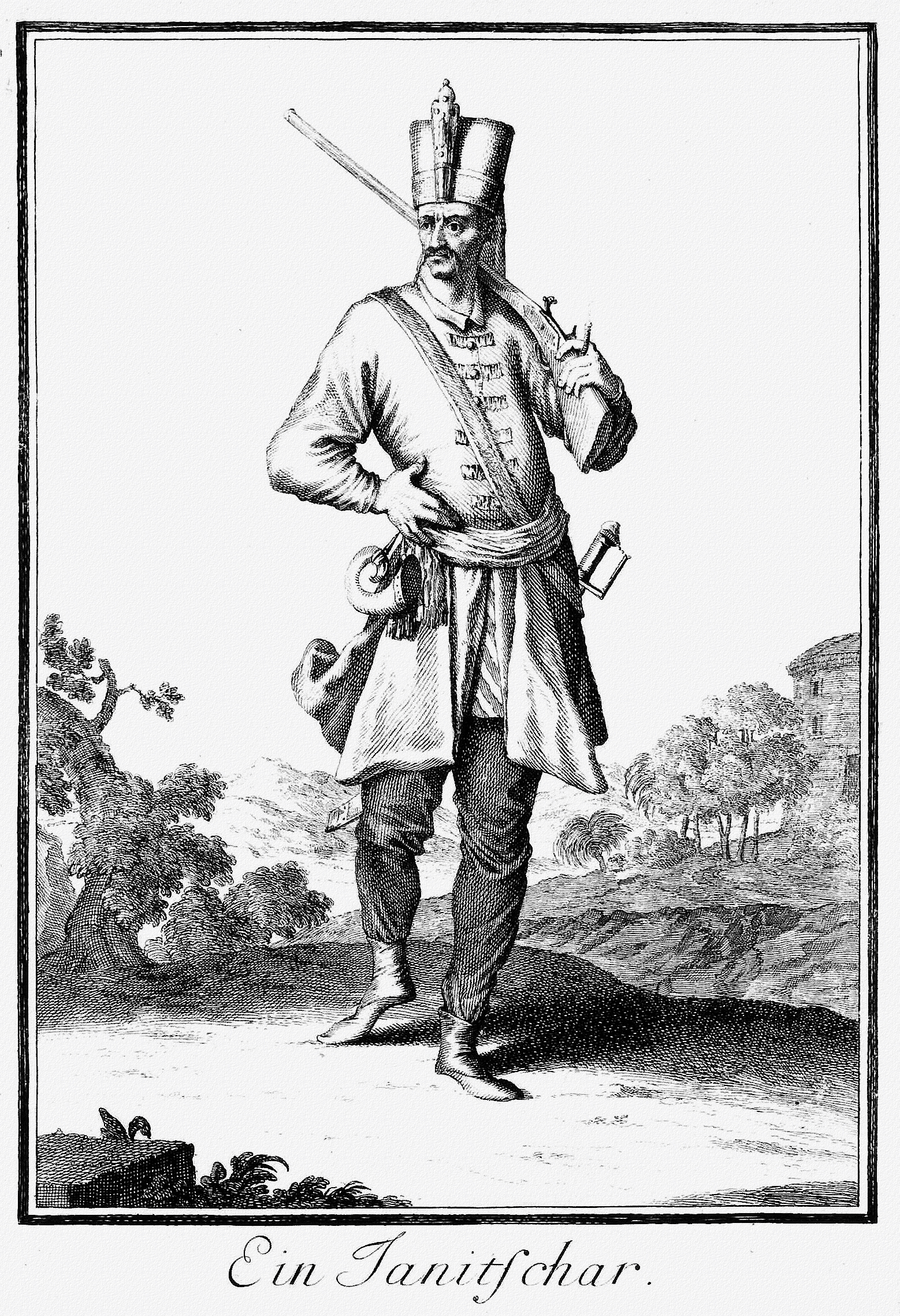
1703年插圖
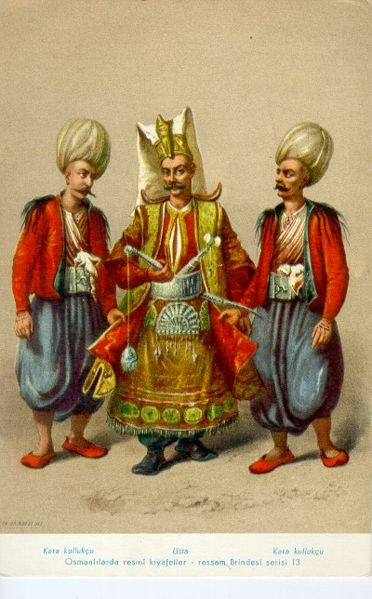

## 文化
近衛兵團有與蘇丹一起用膳的特權，因此他們用打翻湯鍋作推翻蘇丹的隱語。